# Ostraguša
Ostraguša je izraz koji se u starija vremena rabio za puške i druge vrste vatrenog oružja koje su se punile straga, odnosno kroz zatvarač umjesto cijevi.
Iako je prvi model takvog oružja bila Fergusonova puška iz 18. st., tek je razvitak metalurgije u 19. st omogućio da se te puške počnu masovno proizvoditi i skoro u potpunosti istisnu sprednjače. Najbolji primjer za to je prusko-austrijski rat 1866. godine u kome se pruska puška ostraguša Dreyse Model 1844 omogućavala vojnicima da gađaju iz klečećeg i ležećeg položaja, odnosno zaklonjeni pune metke 5 puta brže od austrijskih vojnika naoružanih sprednjačom Lorenz koji su je morali puniti u stajaćem položaju.
Nakon toga su sve standardne puške postale ostraguše, te je taj izraz izgubio svoje prvotvorno značenje.